# 雲伯
雲伯（うんぱく）は、令制国にいう出雲国（島根県東部）と伯耆国（鳥取県西部）の併称である。

## 概要
雲伯という呼び名は、字義通りには令制国における出雲国と伯耆国の2か国のことであり、この両国をまとめて指す場合に用いられる。それ以外にも、出雲国と伯耆国の国境地帯である「雲伯国境域」を指すのに用いられる場合などがある。なお、出雲・伯耆の順で並び称するのは、古事記にイザナミの埋葬地を示して「出雲国と伯伎国との堺の比婆之山に葬りき」とあるのに遡ることができる。
雲伯では地質学的理由から不純物の少ない良質な真砂砂鉄（まささてつ）が産出し、古くから鉄の産地として名を馳せていた。また、この地域の方言である雲伯方言は一般には出雲弁として知られるが、厳密には出雲弁は雲伯方言の下位区分の一つである。
「雲伯」は近代以降もたとえば雲伯鉄鋼合資会社（現在の日立金属安来工場。日本初の特殊鋼メーカーとして知られる）の名前に用いられた例がある。
一方、東伯耆地方（倉吉市・東伯郡）は伯耆国に属してはいるが、大山に遮られていたことから西伯耆地方(米子市など)とは交流が殆ど無いため雲伯には含めない。